# Honda GL

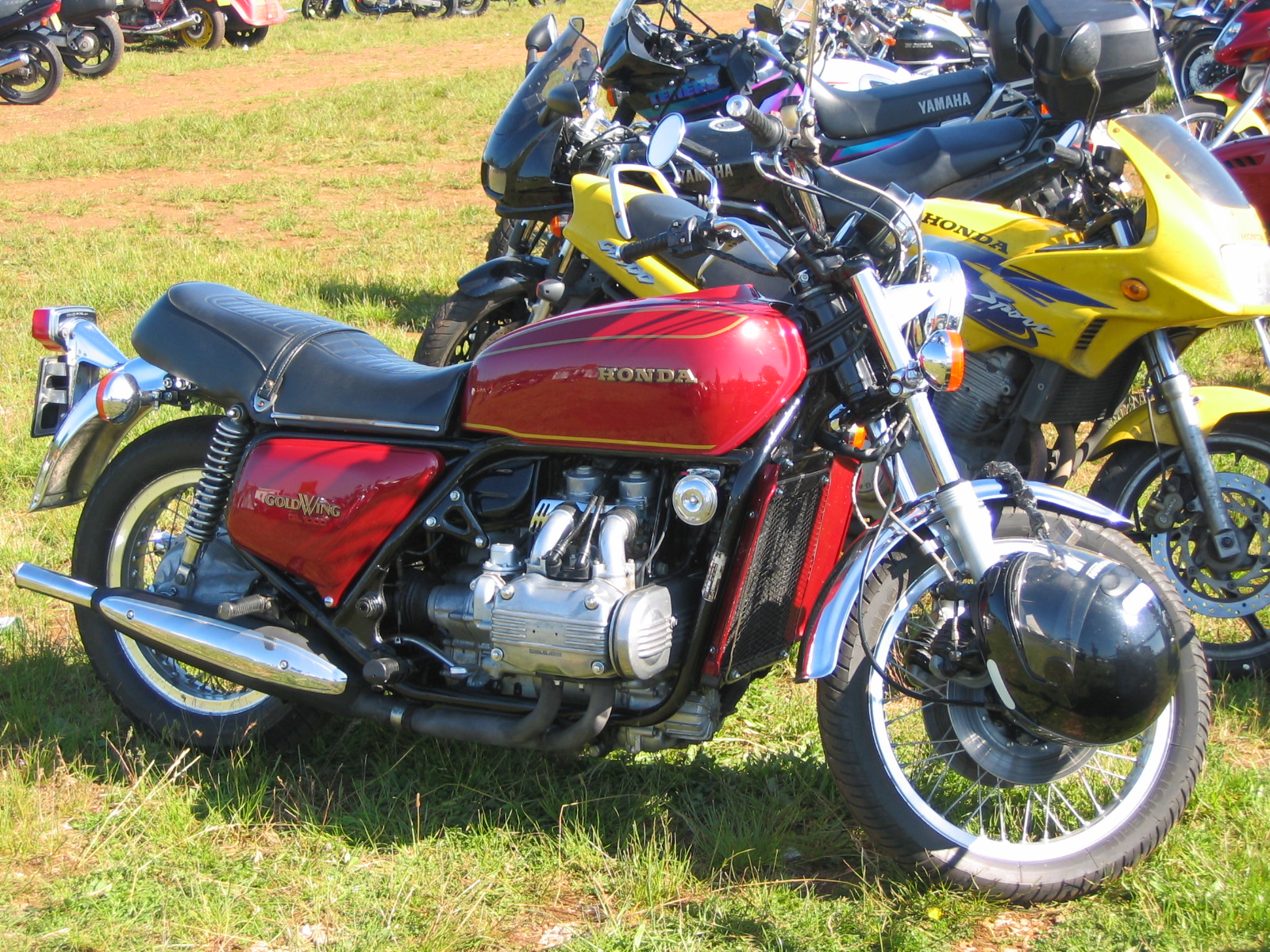
La première Gold Wing GL1000.

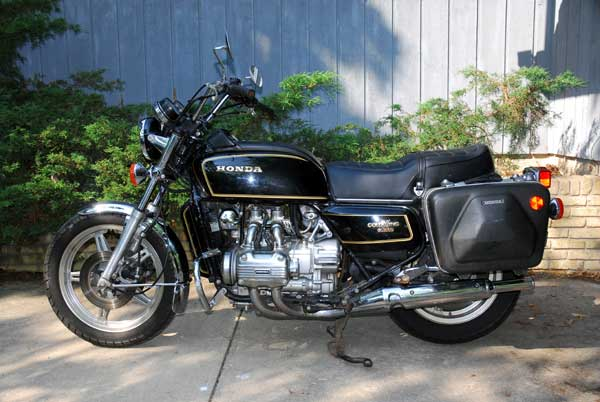
La deuxième Gold Wing GL1100.

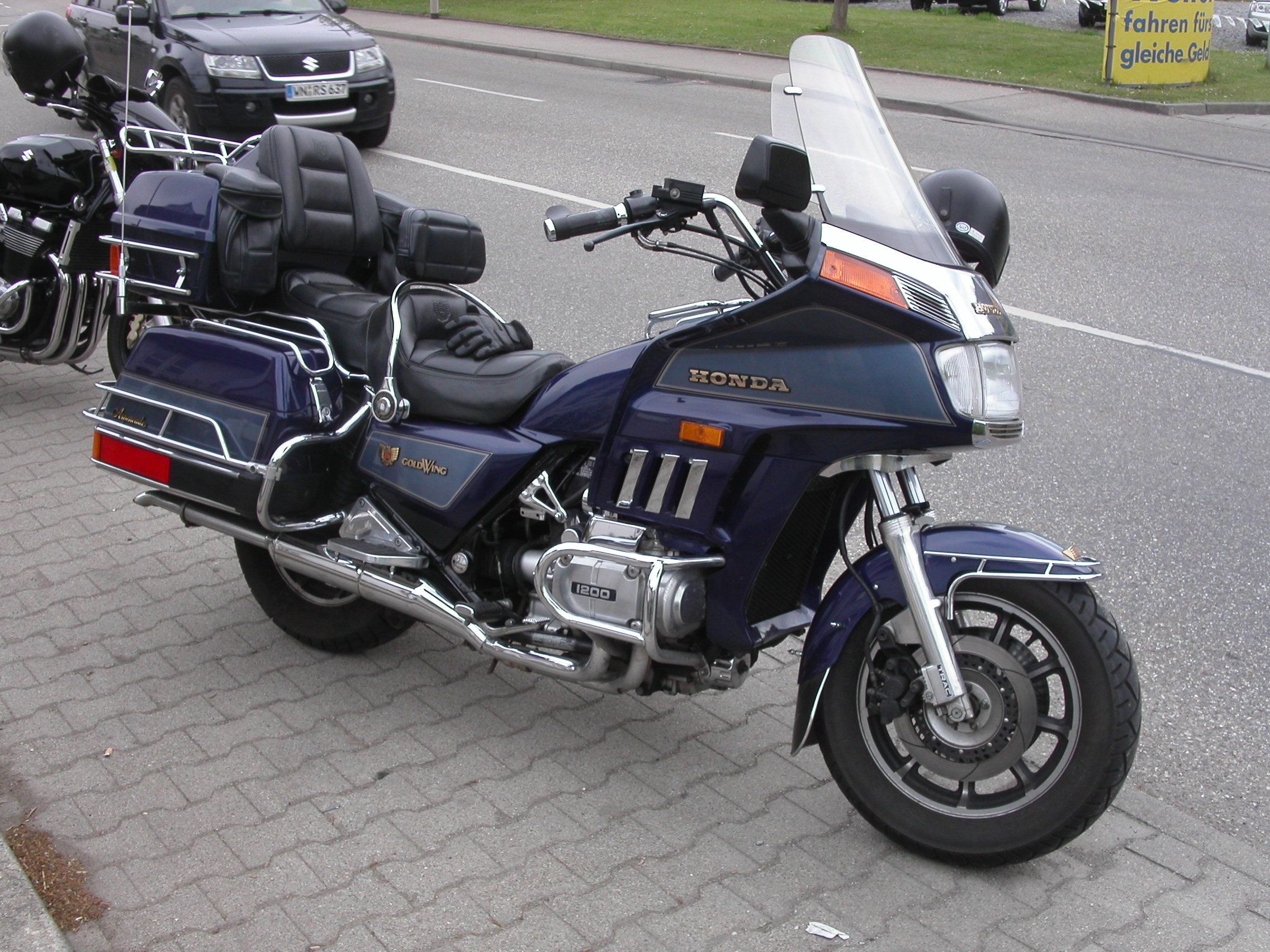
Honda Gold Wing GL1200.

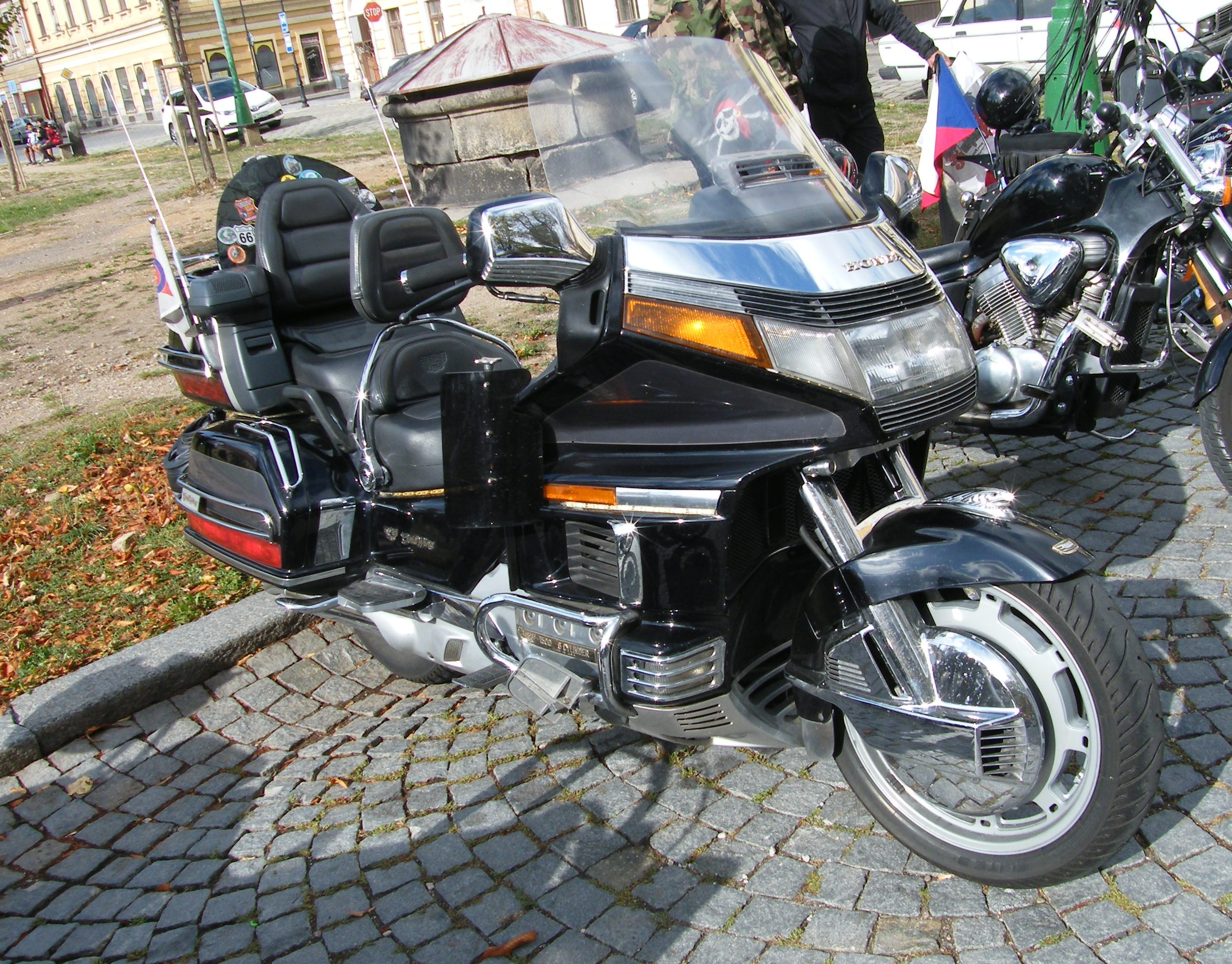
Honda Goldwing GL1500 (6 cylindres).

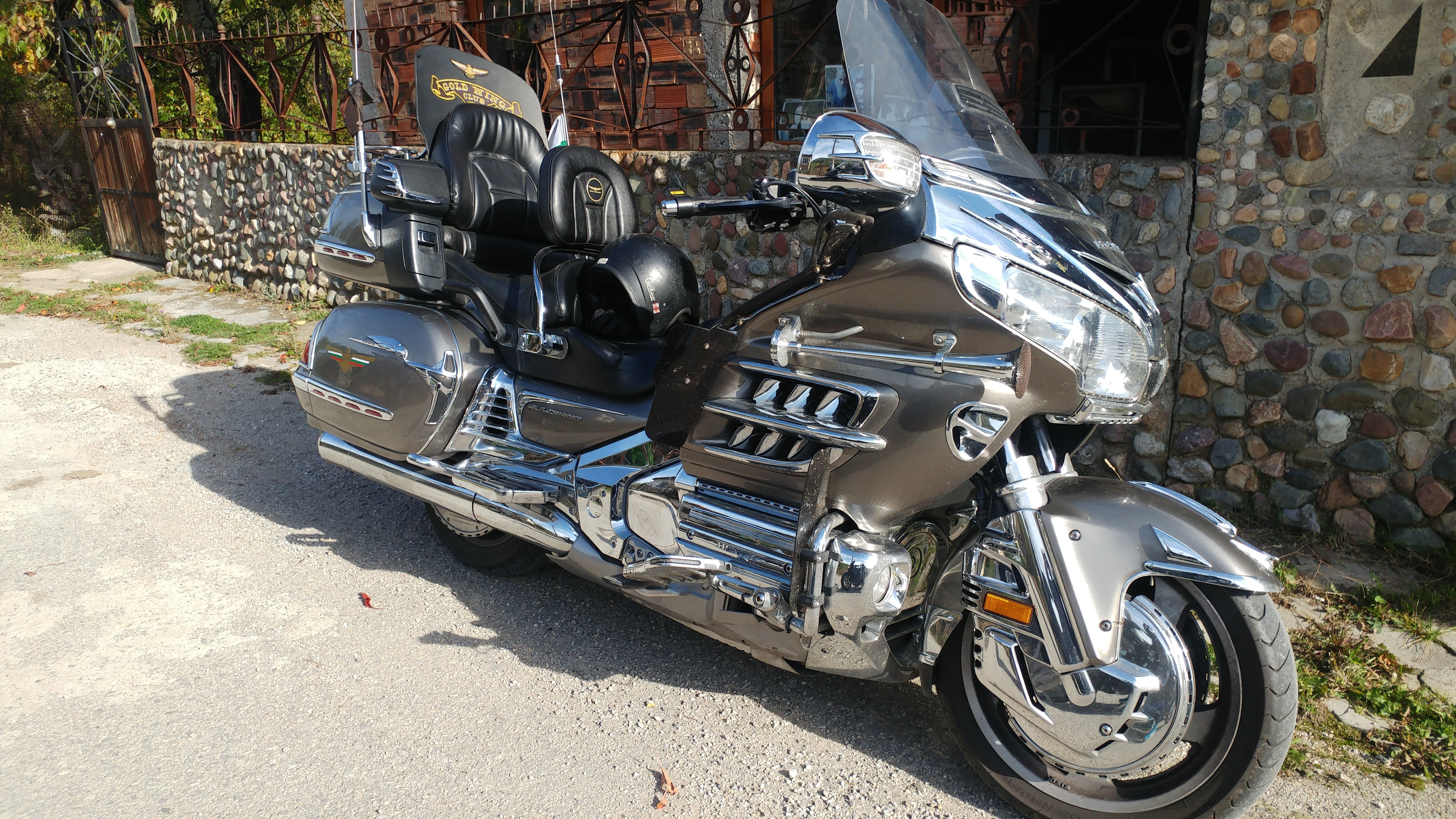
Gold Wing GL1800 (2017).

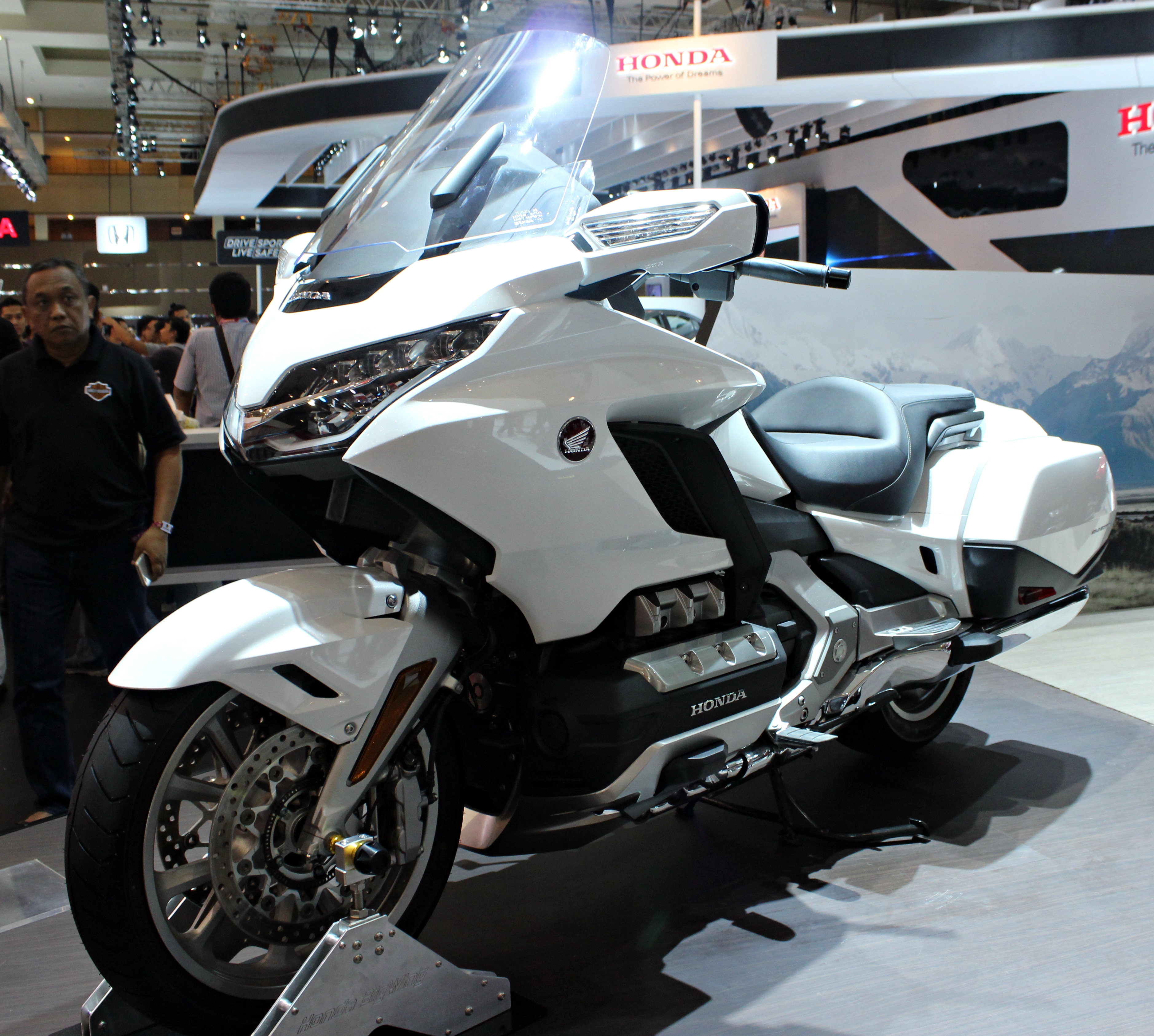
Gold Wing GL1800 (2018).

La Honda GL est un modèle de moto commercialisé par Honda, faisant partie de la série des Gold Wing apparue en 1975, avec la 1000 à quatre cylindres.
Ces modèles ont été fabriqués par Honda au Japon de 1974 à 1980 puis sur le territoire des États-Unis à Marysville (Ohio) (1980—2009) puis au Japon à Kikuchi, Kumamoto (2011—).

## Aspects techniques
Ce sont toutes des modèles à moteur boxer 4-cylindres puis 6-cylindres à plat refroidi par eau et à transmission par arbre à cardan (toutes ces caractéristiques étaient nouvelles pour Honda en 1975). Autre nouveauté : seul un démarreur électrique est présent, le kick-starter, maintenu pour les modèles 1975 et 1976, est abandonné en 1977.
Parmi les originalités techniques, les Honda GL présentent un faux réservoir, contenant un vase d'expansion et un coffre, tandis que le vrai réservoir est situé sous la selle, et alimente les carburateurs par l'intermédiaire d'une pompe à essence, accessoire rare sur une moto, où l'alimentation en carburant est plutôt assuré par gravité (réservoir en position haute). Par rapport aux marques concurrentes (motos à transmission par cardan), la Honda se démarquait par une absence de couple de renversement et une boîte de vitesses douce, grâce à l'utilisation d'une démultiplication primaire.

## Comportement
Malgré des qualités de moteur certaines, les GL n'ont jamais été des sportives, mais uniquement des motos de grand tourisme, axées sur la souplesse, l'entretien réduit, la fiabilité, la position confortable, etc.

## Évolutions
En 2006, aucun changement mécanique ne lui a été apporté mais un ajout substantiel d’équipements :
- GPS et un efficace système de son ;
- sièges et poignées chauffants ;
- un airbag.

## Modèles qui sont ou furent construits
- 4 cylindres à plat
  - GL1000 Goldwing I (1974-1979)
  - GL1100 Goldwing II (1979-1983)
  - GL1200 Goldwing III (1983-1987)
- 6 cylindres à plat
  - GL1500 Goldwing IV (1987-2000)
  - GL1500 F6C (dénomination européenne) ou Valkyrie (nom donné aux États-Unis), (1997-2003), famille des customs
  - GL1800 Goldwing V (2001-2017)
  - GL1800 Goldwing VI (2018-)

Le nom Gold Wing, « aile d'or » en anglais, fait probablement allusion au logo de Honda.

Les Gold Wing 1500 et 1800 servent de base à de nombreux trikes.